# Paul-Philémon Fouquet
Pour les articles homonymes, voir Fouquet.
Philémon-Paul Fouquet est un homme politique français né le 18 octobre 1817 à Rugles (Eure) et mort le 4 avril 1872 à Paris. Il est inhumé à Rugles, à l'entrée du cimetière, à droite.

## Biographie
Manufacturier, il est conseiller général du canton de Rugles et député de l'Eure de 1863 à 1870, siégeant dans la majorité dynastique, soutenant le Second Empire.

## Sources
- « Paul-Philémon Fouquet », dans Adolphe Robert et Gaston Cougny, Dictionnaire des parlementaires français, Edgar Bourloton, 1889-1891 [détail de l’édition]